# Gravel Bike
Gravel Bike ist eine deutschsprachige Zeitschrift für Radsport, die seit 2020 halbjährlich erscheint und vom Motor-Presse-Stuttgart-Verlag herausgegeben wird.
Durch die steigende Beliebtheit des Gravelbikes ging Gravel Bike aus dem übergeordneten Magazin Roadbike hervor und behandelt den spezialisierten Radtyp in Form von Streckenempfehlungen, Produkttests, Fotostrecken oder Szene-Terminen. Häufiges Thema ist aufgrund des dafür besonders gut geeigneten Radtyps das Bikepacking.